# Anabel Knoll
Anabel Knoll (* 10. April 1996 in Ingolstadt) ist eine deutsche Triathletin und Olympiastarterin (2020).

## Werdegang
Anabel Knoll ist die Tochter des ehemaligen Triathleten Roland Knoll (* 1967). Als Kind war sie sowohl Schwimmerin als auch Leichtathletin. Ihren ersten Triathlon bestritt sie im Jahr 2010. Seither startet Knoll auf der Sprint und Kurzdistanz im Triathlon. Nach einem abgeschlossenen Studium in den USA macht sie ihren Master in Biodiversität und Ökologie an der Uni Bayreuth.
2016 wurde sie in Düsseldorf Deutsche Vizemeisterin auf der Triathlon-Sprintdistanz.
2018 wurde sie Dritte bei der Deutschen Meisterschaft U23 auf der Sprintdistanz in Düsseldorf beim T3-Triathlon.
Im Mai 2021 qualifizierte sie sich in Kienbaum für die Olympischen Spiele in Tokio 2021. Dementsprechend wurde Knoll für einen Startplatz bei den Olympischen Sommerspielen 2020 am 27. Juli 2021 – zusammen mit Laura Lindemann, Jonas Schomburg und Justus Nieschlag – nominiert. Sie belegte in Tokio den 31. Rang und den sechsten Platz im Mixed Relay (gemischte Staffel).
Anabel Knoll startet seit der Saison 2022 im Bundeskader der Deutschen Triathlon Union (DTU) und für das hep Sports Teams.
Bei der Weltmeisterschafts-Rennserie 2022 belegte sie im November als zweitbeste Deutsche den 13. Rang.
Im April 2025 gewann die 28-Jährige den Halbmarathon im Freiburg-Marathon – neben Lasse Nygaard Priester bei den Männern.
Anabel Knoll lebt in Nürnberg und trainiert am dortigen Bundesstützpunkt Triathlon.

## Sportliche Erfolge
| Datum/Jahr    | Rang | Wettbewerb                                         | Austragungsort | Zeit     | Bemerkung                                                                            |
| ------------- | ---- | -------------------------------------------------- | -------------- | -------- | ------------------------------------------------------------------------------------ |
| 14. Juli 2024 | 17   | ITU World Championship Series 2024                 | Hamburg        | 00:56:34 |                                                                                      |
| 1. Okt. 2023  | 19   | ITU Triathlon World Cup                            | Tanger         | 01:00:29 | hinter Lisa Tertsch                                                                  |
| 9. Juli 2023  | 6    | DTU Deutsche Meisterschaft Triathlon Sprintdistanz | Düsseldorf     | 00:56:54 | hinter Lisa Tertsch                                                                  |
| 26. Nov. 2022 | 53   | ITU World Championship Series 2022                 | Abu Dhabi      | 02:07:41 | Grand Final                                                                          |
| 6. Nov. 2022  | 30   | ITU World Championship Series 2022                 | Bermuda        | 02:11:10 |                                                                                      |
| 11. Sep. 2022 | 22   | ITU Triathlon World Cup                            | Karlsbad       | 02:10:22 |                                                                                      |
| 12. Aug. 2022 | DNF  | ETU Triathlon European Championship                | München        | –        | Europameisterschaft                                                                  |
| 11. Juni 2022 | 8    | ITU World Championship Series 2022                 | Leeds          | 00:59:48 |                                                                                      |
| 14. Mai 2022  | 7    | ITU World Championship Series 2022                 | Yokohama       | 01:53:38 |                                                                                      |
| 21. Aug. 2021 | 23   | ITU World Championship Series 2021                 | Edmonton       | 02:00:10 | Grand Final                                                                          |
| 31. Juli 2021 | 6    | Olympische Sommerspiele 2020, Mixed Relay          | Tokio          | 01:24:40 | in der gemischten Staffel mit Laura Lindemann, Jonas Schomburg und Justus Nieschlag  |
| 27. Juli 2021 | 31   | Olympische Sommerspiele 2020                       | Tokio          | 02:04:45 |                                                                                      |
| 19. Juni 2021 | 18   | ETU Sprint Triathlon European Championships        | Kitzbühel      | 00:36:14 | ETU-Europameisterschaft Triathlon Sprintdistanz; hinter der Siegerin Laura Lindemann |
| 1. Juli 2018  | 3    | DTU Deutsche Meisterschaft Triathlon U23           | Düsseldorf     |          | Deutsche Meisterschaft Sprintdistanz beim T3-Triathlon                               |
| 25. Feb. 2018 | 1    | CAMTRI Triathlon American Cup                      | Havanna        | 02:06:07 |                                                                                      |
| 26. Juni 2016 | 2    | DTU Deutsche Meisterschaft Triathlon Sprintdistanz | Düsseldorf     | 00:58:43 |                                                                                      |
| 19. Juli 2015 | 2    | DTU Deutsche Meisterschaft Triathlon Junioren      | Verl           | 01:00:18 | Deutsche Vizejuniorenmeisterin                                                       |

| Datum/Jahr   | Rang | Wettbewerb        | Austragungsort       | Zeit     | Bemerkung             |
| ------------ | ---- | ----------------- | -------------------- | -------- | --------------------- |
| 5. Apr. 2025 | 1    | Freiburg-Marathon | Freiburg im Breisgau | 01:19:52 | Siegerin Halbmarathon |